# Apicalia
Genre
Synonymes
- Chryseulima Laseron, 1955[1]

Apicalia est un genre de mollusques gastéropodes au sein de la famille Eulimidae. Les espèces rangées dans ce genre sont marines et parasitent des échinodermes ; l'espèce type est Apicalia gibba.

## Distribution
ces espèces se rencontrent dans l'océan Pacifique, notamment à proximité du Japon.

## Liste d'espèces
Selon World Register of Marine Species (21 août 2017) :
- Apicalia angulata Warén, 1981
- Apicalia brazieri (Angas, 1877)
- Apicalia chuni Thiele, 1925
- Apicalia echinasteri Warén, 1981
- Apicalia gibba A. Adams, 1862
- Apicalia habei Warén, 1981
- Apicalia inflata (Tate & May, 1901)
- Apicalia melvilli (Schepman, 1909)
- Apicalia ovata (Pease, 1860)
- Apicalia palmipedis (Koehler & Vaney, 1913)
- Apicalia sandvichensis (G.B. Sowerby II, 1865)
- Apicalia taiwanica Kuroda, 1964
- Apicalia tryoni (Tate & May, 1900)